# Valea Verde, Căușeni
Valea Verde este un sat din cadrul comunei Grădinița din raionul Căușeni, Republica Moldova.

## Demografie

### Structura etnică
Structura etnică a localității conform recensământului populației din 2004:
| Grup etnic                    | Populație | % Procentaj |
| ----------------------------- | --------- | ----------- |
| Băștinași declarați Moldoveni | 64        | 51,20%      |
| Ruși                          | 42        | 33,60%      |
| Ucraineni                     | 18        | 14,40%      |
| Alții                         | 1         | 0,80%       |
| Total                         | 125       |             |